# Primarias del Partido Demócrata de 2008 en Nuevo México
Las Asambleas demócratas de Nuevo México, 2008 fueron el 5 de febrero de 2008, con 26 delegados nacionales.
A pesar del nombre, las asambleas fueron hechas en la misma manera que unas elecciones primarias.

## Resultados
| Candidato       | Votos   | Porcentajes | Delegados |
| --------------- | ------- | ----------- | --------- |
| Hillary Clinton | 68,654  | 49%         | 13        |
| Barack Obama    | 67,531  | 48%         | 12        |
| John Edwards    | 2,060   | 1%          | 0         |
| Bill Richardson | 1,211   | 1%          | 0         |
| Dennis Kucinich | 511     | 0%          | 0         |
| Joe Biden       | 113     | 0%          | 0         |
| Chris Dodd      | 70      | 0%          | 0         |
| Indecisos       | 413     | 0%          | 0         |
| Total           | 140,563 | 100%        | 0         |